# Dahira rebeccae
Dahira rebeccae là một loài bướm đêm thuộc họ Sphingidae. Nó được miêu tả bởi Hogenes và Treadaway năm 1999. Nó được tìm thấy ở Philippines.